# Jake Gleeson
Jacob Gleeson detto Jake (Palmerston North, 26 giugno 1990) è un allenatore di calcio ed ex calciatore neozelandese, di ruolo portiere, attuale allenatore dei portieri dei Saint Mary's Gaels.

## Palmares

### Competizioni Nazionali
- Campionato MLS: 1

Portland Timbers: 2015